# Erika Fischer-Lichte

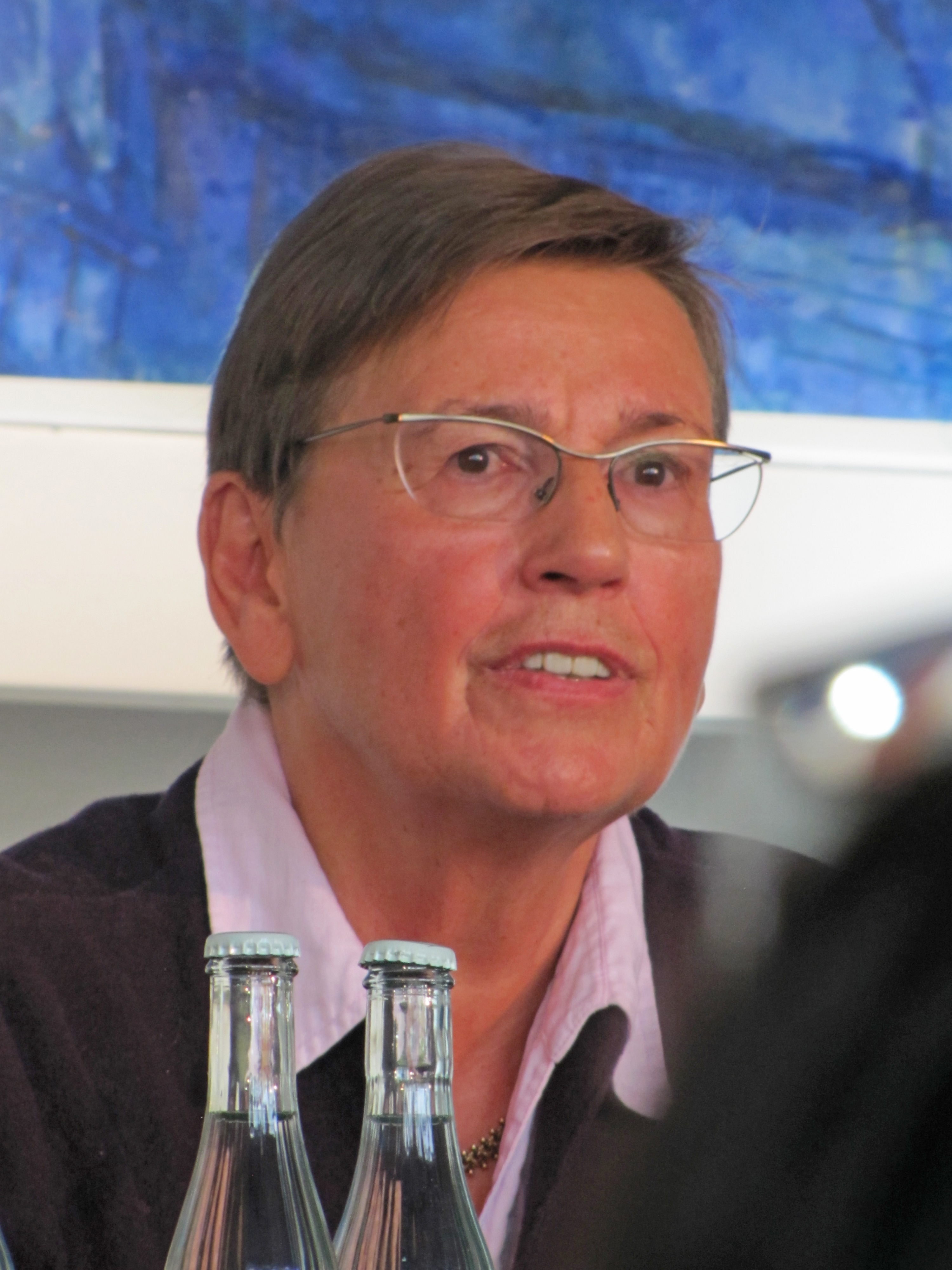
Erika Fischer-Lichte (2017) bei den Römerberggesprächen in Frankfurt am Main

Erika Fischer-Lichte (* 25. Juni 1943 in Hamburg) ist eine deutsche Theaterwissenschaftlerin.

## Leben
Erika Fischer-Lichte studierte von 1963 bis 1970 Slawistik, Germanistik, Philosophie, Psychologie und Pädagogik auf Lehramt an der Freien Universität Berlin (FU) und an der Universität Hamburg und beendete ihr Studium 1972 mit dem Zweiten Staatsexamen. Danach arbeitete sie als Lehrerin. Fischer-Lichte wurde 1972 im Fach Slawistik an der FU Berlin über den polnischen Dramatiker Juliusz Słowacki promoviert. 1973 wurde sie Professorin am Institut für deutsche Sprache und Literatur der Johann Wolfgang Goethe-Universität Frankfurt am Main. 1986 übernahm Fischer-Lichte den Lehrstuhl für Allgemeine und Vergleichende Literaturwissenschaft an der Universität Bayreuth und wurde 1991 Direktorin des Instituts für Theaterwissenschaft an der Johannes Gutenberg-Universität Mainz.
Seit 1996 ist Erika Fischer-Lichte als Professorin am Institut für Theaterwissenschaft der Freien Universität Berlin tätig. In der Zeit von 1999 bis 2010 fungierte Fischer-Lichte als Sprecherin des DFG-Sonderforschungsbereichs 447 Kulturen des Performativen. Des Weiteren leitet Fischer-Lichte das Forschungsprojekt „Ästhetische Erfahrung als Schwellenerfahrung“ im Rahmen des Sonderforschungsbereichs Ästhetische Erfahrung im Zeichen der Entgrenzung der Künste und ist Sprecherin des Internationalen Graduiertenkollegs Inter Art. Seit 2008 leitet sie zusammen mit Gabriele Brandstetter das internationale Forschungskolleg Verflechtungen von Theaterkulturen / Interweaving Performance Cultures.

## Forschungstätigkeit
Ein Schwerpunkt der Forschungstätigkeit von Fischer-Lichte ist die theoretische Grundlegung für eine Ästhetik des Performativen (2004). Diese Studie bietet eine historisch-theoretische Klärung des Begriffs Performanz in Kunst und Kunstwissenschaften. Fischer-Lichte definiert darin das performative Kunstwerk als Ereignis, das als wesenhaft selbstreferentiell und wirklichkeitskonstituierend zu gelten hat. Damit ist gesagt, dass performative Kunst an den konkreten Augenblick ihrer Aufführung gebunden ist, dass sie erlebt und erfahren werden muss, sich einer abschließend erklärenden Deutung dagegen entzieht. Dadurch wird nach Fischer-Lichte auch den Zuschauern eine neue Position zugewiesen: von bloß Betrachtenden werden sie zu Handelnden, aus deren Interaktion mit den auftretenden Künstlerinnen und Künstlern das Kunstwerk erst seine konkrete, einmalige Verkörperung erhält. In einem Beitrag von 2013 greift Fischer-Lichte das Konzept der Erzeugung von Identität „durch stilisierte Wiederholung“ auf. Ansätze einer möglichen Grundlegung einer transformationsorientierten Theorie des Theaters sieht Fischer-Lichte sowohl in der Sprechakttheorie als auch in den Theorien Judith Butlers: Vollziehen auch Zuschauer performative Akte, wenn sie sich affizieren lassen, wenn sie durch ihre raumzeitliche Ko-Präsenz (mit den Schauspielern) eine Performance ermöglichen? Welche Rolle spielt die „Unterwerfung“ (der Zuschauer) unter die Illusionen der Aufführung? Vermag die Wahrnehmung (als performativer Akt) Identifikationen auszulösen? Eine „Ästhetik des Performativen“ erkennt Fischer-Lichte im aufführenden Theater begründet: Das Aufführen als solches lässt dem Zuschauer die Präsenz des Schauspielers widerfahren, platziert sich (als Atmosphäre) im Zwischen der Darstellung und der Schau. Mit der Annahme der „Einmaligkeit und Unwiederholbarkeit“ der Widerfahrnisse, der Unmöglichkeit einer adäquaten konzeptuellen oder visuellen Dokumentation sei gleichsam anzuerkennen, dass ein Zugriff auf das Genre der Performance einer Verabschiedung der traditionellen Begriffe „der Produktion, der Rezeption und des Werkes“ bedarf.
Erika Fischer-Lichte ist Mitglied der Akademie der Wissenschaften zu Göttingen, der Berlin-Brandenburgischen Akademie der Wissenschaften, der Academia Europaea (seit 1994) sowie der Leopoldina (seit 2011), Vorsitzende des Kuratoriums der Studienstiftung des deutschen Volkes und Kommissionsvorsitzende des Europäischen Wissenschaftsrates für den Bereich „Cultures and Cultural Production“.

## Auszeichnungen
- 2006: Ehrendoktorwürde der Universität Kopenhagen
- 2010: Berliner Wissenschaftspreis[11]
- 2011: Deutscher Theaterpreis Der Faust (Preis des Präsidenten)[12]
- 2018: Mitglied der American Academy of Arts and Sciences

## Schriften
Autorin
- Semiotik des Theaters. 3 Bände, Narr, Tübingen 1983, ISBN 978-3-8233-6321-7 (1. Band), ISBN 978-3-87808-177-7 (2. Band), ISBN 978-3-8233-6529-7 (3. Band).
- Geschichte des Dramas. 2 Bände, UTB, Tübingen 1990, ISBN 978-3-8252-1565-1 (1. Band), ISBN 978-3-8252-1566-8 (2. Band)
- Kurze Geschichte des deutschen Theaters. UTB, Tübingen 1993, ISBN 978-3-8252-1667-2.
- Die Entdeckung des Zuschauers: Paradigmenwechsel auf dem Theater des 20. Jahrhunderts. Francke, Tübingen 1997, ISBN 978-3-7720-2173-2.
- The Show and the Gaze of Theatre: A European Perspective (Gesammelte Aufsätze Englisch). University of Iowa Press, 1997, ISBN 0-87745-608-9.
- Das eigene und das fremde Theater. Francke, Tübingen/Basel 1999, ISBN 3-7720-2740-7.
- Ästhetik des Performativen. Suhrkamp, Frankfurt am Main 2004, ISBN 3-518-12373-4.
- Theatre, Sacrifice, Ritual: Exploring Forms of Political Theatre. Routledge Chapman & Hall, London / New York 2005, ISBN 978-0-415-27675-7.
- Theaterwissenschaft. Eine Einführung in die Grundlagen des Fachs. UTB Francke, Tübingen 2009, ISBN 978-3-8252-3103-3.

Herausgeberin
- Arbeitsfelder der Theaterwissenschaft. Schriftenreihe Forum Modernes Theater, Narr, Tübingen 1994, ISBN 978-3-8233-4035-5.
- TheaterAvantgarde. Wahrnehmung – Körper – Sprache. Francke, Tübingen-Basel 1995, ISBN 978-3-8252-1807-2.
- Inszenierung von Authentizität. Francke, Tübingen-Basel 2000, ISBN 978-3-7720-8208-5.
- Performativität und Ereignis. Francke, Tübingen-Basel 2003, ISBN 978-3-7720-2944-8.
- Kunst der Aufführung – Aufführung der Kunst. Theater der Zeit, Berlin 2004, ISBN 978-3-934344-34-1.
- Metzler Lexikon Theatertheorie. Metzler, Stuttgart-Weimar 2005, ISBN 978-3-476-01956-1.
- Wege der Wahrnehmung. Theater der Zeit, Berlin 2006, ISBN 978-3-934344-64-8.
- Staging Festivity. Theater und Fest in Europa. Francke, Tübingen-Basel 2009, ISBN 978-3-7720-8318-1.
- Die Aufführung. Diskurs – Macht – Analyse. Fink, München [u. a.] 2012, ISBN 978-3-7705-5354-9.